# Virginia Cowles
Harriet Virginia Spencer Cowles OBE (* 24. August 1910 in Brattleboro, Vermont, USA; † 16. September 1983; Pseudonym: Nancy Swift) war eine britische Journalistin und Schriftstellerin.

## Leben
Cowles kam 1910 als Tochter von Dr. Edward Spencer Cowles und seiner Gattin Florence Wolcott Cowles, geborene Jacquith, zur Welt.
In den 1930er Jahren begann Cowles in den Vereinigten Staaten als Journalistin zu arbeiten. Nachdem sie zunächst für die Klatschspalten Bostoner und New Yorker Zeitungen tätig war – für die sie vor allem über die Themen Mode, Liebe und Gesellschaft schrieb –, wechselte sie ins Fach der Auslandsreportage über. Sie berichtete für den Daily Telegraph, die Sunday Times und die Hearst-Blätter über den Spanischen Bürgerkrieg. Für die Sunday Times berichtete sie anschließend über den Winterkrieg, bevor sie nach Großbritannien zurückkehrte. 1942 bis 1943 arbeitete sie für den amerikanischen Botschafter in London, John G. Winant. Für die Sunday Times und die Chicago Sun berichtete sie über den Afrikafeldzug.
1945 heiratete sie Aidan Merivale Crawley, dessen Namen sie annahm. Als Publizistin firmierte sie jedoch weiterhin unter ihrem Geburtsnamen. In den folgenden vier Jahrzehnten konnte Cowles erhebliche kommerzielle Erfolge mit einer langen Reihe politischer Einzel- (etwa zu Wilhelm II. und zu Winston Churchill) und Familienbiographien (so zu den Rothschilds und den Romanows) verbuchen. Kritiker bemängelten dabei häufig die fehlende Schärfe und Zuverlässigkeit ihrer historischen Analysen, lobten im Gegenzug jedoch häufig die Treffsicherheit ihres Blicks für das Menschliche. Von diesem Blickwinkel aus, so urteilte Der Spiegel 1955, gelänge es ihr, erstaunlicherweise nicht nur die von ihr porträtierten Personen zu erschließen, sondern auch den zeitgeschichtlichen Hintergrund, vor dem diese agierten.
Cowles, die seit 1947 dem Order of the British Empire angehörte, starb 1983 in Frankreich an den Folgen eines Verkehrsunfalls bei Biarritz.

## Werke
- Winston Churchill. Der Mann und seine Zeit, 1954.
- Der lebenslustige König. Leid und Freud Eduards VII, 1957. Im Original: Edward VII and His Circle, 1956.
- Wilhelm der Kaiser, 1967. Auch als Wilhelm II, 1976 und als Wilhelm II. Der letzte Deutsche Kaiser, 1983; im Original: The Kaiser, 1963.
- 1913. Abschied von einer Epoche, 1969.
- The Romanovs, 1971.
- Die Rothschilds. 1763-1973. Geschichte einer Familie, Ploetz, Würzburg 1975, ISBN 3-87640-062-7, im Original: The Rothschildts, 1974.
- Den Gegner im Rücken. Sabotage am Deutschen Afrikakorps durch das SAS. Motorbuch-Verlag, Stuttgart 1986, ISBN 3-87943-630-4.

| Personendaten    | Personendaten                                                                   |
| ---------------- | ------------------------------------------------------------------------------- |
| NAME             | Cowles, Virginia                                                                |
| ALTERNATIVNAMEN  | Cowles, Harriet Virginia Spencer (vollständiger Name); Swift, Nancy (Pseudonym) |
| KURZBESCHREIBUNG | britische Journalistin und Schriftstellerin                                     |
| GEBURTSDATUM     | 24. August 1910                                                                 |
| GEBURTSORT       | Brattleboro                                                                     |
| STERBEDATUM      | 16. September 1983                                                              |